# Barry Michael
Barry Michael est un boxeur australien né le 2 juin 1955 à Watford, Angleterre.

## Carrière
Passé professionnel en 1973, il devient champion du monde des poids super-plumes IBF le 12 juillet 1985 après sa victoire aux points contre Lester Ellis. Michael conserve son titre face à Jin-Shik Choi, Mark Fernandez et Najib Daho puis perd contre Rocky Lockridge le 9 août 1987. Il met un terme à sa carrière après ce combat sur un bilan de 48 victoires, 9 défaites et 3 matchs nuls.